# 竹之内判官流
竹之内判官流（たけのうちはんがんりゅう）は、西沢久三郎が創始した武術の流派である。

## 歴史
流祖は、尼崎藩城主松平忠興家に指南役として仕えていた西沢久三郎である。
尾張大納言徳川茂徳が尼崎城に来た際、藩主の命によって棒術、畳返、二丁十手術をはじめ武芸十八般を演じた。源九郎半官義経を想起し、「今より竹之内判官流と称すべし」と徳川茂徳から葵紋入の銀杯を与えられ、藩主より三百石の加増を承った。
五代目は中島正義が継いだ。

## 系譜
- 初代　西沢久三郎 柳張斎
- 二代　西沢勝一郎 柳張斎
- 三代　尾上直次郎 柳意斎
- 四代　中島栄蔵 　柳心斎
- 五代　中島正義 　柳正斎

## 内容
竹之内判官流は総合武術である。
- 兵法学（左右切組学、左右無想学、不動立体学、曲尺学、乱雲不動角学、輪運学、等）
- 居合術（座居合、立居合、馬上居合、小太刀居合、長刀居合、等）
- 棒術　（振棒、投棒、三角棒、切投棒、分銅棒、短円棒、二刀棒、等）
- 半棒術（風乱半棒術、水平半棒術、等）
- 鉄扇術（手裏剣鉄扇術、投鉄扇術、陰陽鉄扇術、等）
- 十手術（逆十手術、投十手術、正眼十手術、二丁十手術、長十手術、等）
- 鎖鎌術（小太刀鎌術、二丁鎌術、等）
- 柔術
- 手裏剣術
- 木刀術
- 小太刀術
- 槍術
- 隠形術
- 薙刀術
- 騎射術
- 畳返術
- 小具足